# Holmsbu
Holmsbu este o localitate din comuna Hurum, provincia Buskerud, Norvegia, cu o suprafață de 0,31 km² și o populație de 294 locuitori (2013).